# Carlos Seixas
José António Carlos de Seixas (11. června 1704 Coimbra – 25. srpna 1742 Lisabon) byl portugalský hudební skladatel a hráč na klávesové nástroje. 
Narodil se v rodině varhaníka katedrály v Coimbře a již v roce 1718, tedy ve 14 letech, nastoupil na otcovo místo. O dva roky později se přesunul do Lisabonu. Zde se později stal rovněž varhaníkem katedrály a zároveň dvorním skladatelem a varhaníkem. Jan V. Portugalský ho roku 1738 povýšil do šlechtického stavu. Většina Seixasových skladeb se ztratila následkem zemětřesení roku 1755, dochovala se jen tři orchestrální díla, asi 100 sonát pro klávesové nástroje a malé množství chorální liturgické hudby.